# Halim Benmabrouk
Abdelhamid Halim Benmabrouk - em árabe, عبد الحميد حليم بن مبروك (Lyon, 25 de junho de 1960) - é um ex-futebolista francês de origem argelina e que por isso adotou a Argélia. 
Ele competiu na Copa do Mundo FIFA de 1986, sediada no México, na qual a seleção de seu país terminou na 22º colocação dentre os 24 participantes.